# Kamini
Kamini Zantoko, plus connu simplement comme Kamini, né le 8 décembre 1979 au Nouvion-en-Thiérache, dans l'Aisne (Hauts-de-France), est un rappeur, scénariste, humoriste et chroniqueur de télévision français.
Il est connu pour être l'auteur de Marly-Gomont (2006), chanson qui a remporté un vif succès et dont le clip est devenu un phénomène sur Internet.

## Biographie

### Enfance et jeunesse
Fils d'un médecin généraliste originaire du Congo-Kinshasa, Kamini passe son enfance entouré de ses frères et sœurs dans le petit village de Marly-Gomont, dans l'Aisne, qui lui inspire plus tard une chanson. Après avoir décroché son baccalauréat scientifique à Hirson, Kamini quitte la Picardie pour aller vivre à Lille et étudier à la faculté de médecine. Sans succès, il entre par la suite à l'IFSI de Calais, où il obtient un diplôme d'infirmier, et travaille comme infirmier à la maison d'accueil spécialisée de Thumeries dans le Nord-Pas-de-Calais.

### Marly-Gomont
En 2006, Kamini écrit et tourne avec des amis la chanson rap Marly-Gomont qui raconte avec humour l'ennui des jeunes dans le monde rural et la difficulté d'appartenir à la « seule famille de Noirs » du village. Son clip, envoyé à plusieurs majors de l'industrie musicale le 12 septembre 2006, est refusé mais amuse les employés des labels qui le font circuler sur Internet jusqu'à en faire un véritable succès populaire. Le clip est rapidement relayé par les médias : la chanson passe sur Fun Radio, Ado FM, et Skyrock. Kamini est également invité à de nombreuses émissions, à commencer par le journal télévisé de Jacques Legros, et Paris Croisière avec Yvan Le Bolloc'h sur M6. Il est même cité parmi les quinze personnalités « nées sur le web » choisies par le magazine Time comme personnalité de l'année. « Je savais qu'un jour, j'allais percer, mais tu ne t'attends pas à faire un buzz comme ça du jour au lendemain, à recevoir une Victoire de la musique deux mois après, à être le roi des ventes pendant trois mois. C'était vraiment la surprise », explique-t-il.
Kamini remporte le prix du clip de l'année aux Victoires de la musique pour le clip du titre Marly-Gomont le 10 mars 2007. Le 21 juin 2007 le single Marly-Gomont est certifié disque de platine (durée d'obtention : sept mois). Malgré le succès de Marly-Gomont, et 380 000 exemplaires vendus, Kamini ne parvient pas à percer dans la musique.

### Psychostar WorldetExtraterrien

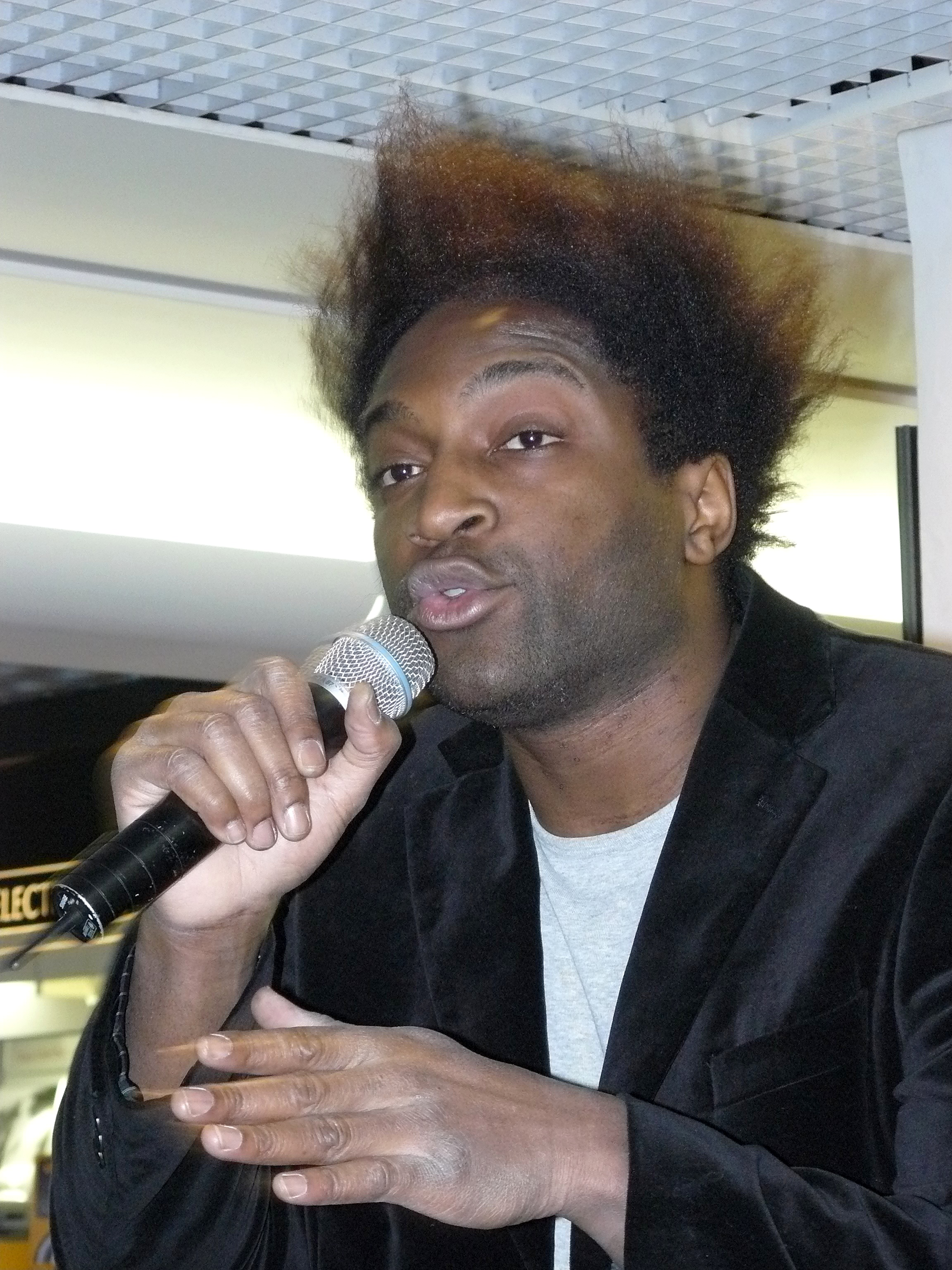
Kamini en 2010 lors de la présentation de son deuxième album "Extraterrien" à la FNAC Forum.

En parallèle à son succès avec la chanson Marly-Gomont, il publie une nouvelle chanson en mars 2007 : J'suis blanc extraite de son futur album Psychostar World. Elle aborde avec humour la situation des Noirs en France. Le chanteur y imagine sa transformation en Blanc et pointe du doigt les différences qui surviennent dans sa vie. En mai 2007, Psychostar World fait son apparition dans les bacs et le rappeur entame, le mois suivant, une série de concerts. Il commence par se produire lors de show-cases puis rapidement sur des scènes plus importantes. Le 2 juillet 2007, Psychostar World est certifié disque d'or (durée d'obtention : un mois). Un nouveau titre sort le même mois : Un ptit coup de Motherfuck, qui se moque des rappeurs francophones imitant le « style » américain (notamment K-Maro) et de leur vulgarité excessive. Par la suite, de nombreux extras sur Kamini apparaissent comme le karaoké ou le making-of du clip.
Selon les chiffres de l'année 2007 fournis par la SNEP, son single Marly-Gomont se place troisième du Top 100, et J'suis blanc, quatre-vingt-cinquième. Son album se classe à la 74e place des ventes de l'année et au 33e rang en termes de téléchargement numérique.
Kamini sort un second album, le 27 novembre 2009, intitulé Extraterrien. Ce nouvel opus succède à Psychostar World, paru deux ans plus tôt, qui s'était écoulé à plus de 85 000 exemplaires.

### Retour et passage au cinéma
En 2013, il est de retour avec un nouveau concept, J'aurais aimé être. La même année, il publie le clip de sa chanson Loca. Toujours en 2013, Kamini se lance dans son premier one-man-show.
Le 9 novembre 2015, Kamini annonce sur les réseaux sociaux qu'un troisième album est en préparation, six ans après son deuxième Extraterrien. Kamini utilise le hashtag #MarlyGomontLeRetour, ce qui laisse présumer un nouveau morceau sur ce « petit patelin ».
Le 24 mars 2016, Kamini annonce une campagne participative pour enregistrer, tourner les clips de son troisième album sur le site de financement participatif KissKissBankBank.
Un mois plus tard, il entame la promotion de son premier film en tant que scénariste. La comédie sociale Bienvenue à Marly-Gomont, dont il est coscénariste, s'inspire de l'arrivée de son père dans le village, et de son enfance. Les critiques sont positives.
Le 27 septembre 2016, il est de retour avec un nouveau morceau intitulé Le Bonheur.
En 2020, il prépare son troisième album, 3e Acte.

## Autres activités
Kamini s'essaye aussi à d'autres activités, notamment dans les médias. Le 21 septembre 2007, il devient animateur de télévision en présentant Toute la Picardie vous ouvre les portes de la formation, une émission sur demain.TV dans le but d'aider les jeunes à se former à des métiers qui recrutent. Fin octobre 2007, il anime Scooby-trouille, une émission spéciale à l'occasion d'Halloween pour Toowam, la case jeunesse de France 3 (rediffusée en octobre 2008). En novembre 2007, le chanteur prête sa voix à un personnage principal de Classe 3000 (de la chaîne Cartoon Network). Il joue le rôle du personnage Sunny Bridges, doublé en anglais par André 3000 (du groupe Outkast). Il devient humoriste et se produit dans des one-man-show. En avril 2015, il signe sur le label musical indépendant Deeciprodinc. En mai 2015, il apparaît dans la vidéo de Norman intitulée Internet de l'époque.
En 2016, il est chroniqueur dans l'émission Midi en France, présentée sur France 3 par Vincent Ferniot.
À partir de novembre 2017, il présente Les Gens des Hauts, une série de reportages et documentaires sur le patrimoine et le tourisme dans le nord de la France tous les dimanches à 12 h 55 sur France 3 Hauts-de-France. Le format est également diffusé avec ses « cousins » d'autres régions dans Les Nouveaux Nomades le samedi à 12 h 55.
En 2020, il fait des interventions sur France 2 et France 4 dans la Maison Lumni, le programme d'accompagnement pédagogique lié à la crise du covid-19.
En décembre 2022, il lance sur YouTube son nouveau clip Club Do en hommage au Club Dorothée.

## Discographie

### Albums studio
- 2007 : Psychostar World
- 2009 : Extraterrien
- 2020 : 3e Acte

### Singles
- 2006 : Marly-Gomont
- 2007 : J'suis blanc
- 2007 : Psychostar Show
- 2007 : Un ptit coup de motherfuck
- 2009 : Parce qu'on est con
- 2010 : Ça c'est showbizz
- 2011 : La Bagarre
- 2013 : Loca (El Kaminio)
- 2013 : Renaissance
- 2016 : Le Bonheur
- 2016 : Halloween
- 2018 : Eul'vraie France
- 2019 : J'avais envie de le dire
- 2020 : Saque din
- 2021 : Si
- 2023 : Club Do

## Filmographie
Sauf indication contraire, les informations mentionnées dans cette section peuvent être confirmées par les bases de données cinématographiques IMDb et Allociné,  présentes dans la section « Liens externes ».

### Cinéma
- 2013 : Harissa mon amour de Frédéric Dantec : Laurent

### Télévision
- 2016 : La Revue de presse de Catherine et Liliane, épisode du 7 juin 2016
- 2021 : Un si grand soleil
- 2022 : I3P : Jérémie Minuit[18]

### Doublage
- 2007 : Classe 3000 : Sunny Bridges
- 2016 : Bienvenue à Marly-Gomont de Julien Rambaldi - voix off

### Comme scénariste
- 2016 : Bienvenue à Marly-Gomont de Julien Rambaldi

### Comme compositeur
- 2013 : Harissa mon amour de Frédéric Dantec
- 2016 : Bienvenue à Marly-Gomont de Julien Rambaldi - musique additionnelle

## Théâtre
- 2014 : Il faut que je vous explique (one-man-show)
- 2019 : Kamini (one-man-show), Festival Nord de Rire, Théâtre municipal d'Anzin

## Distinction
- Victoires de la musique 2007 : Meilleur clip vidéo pour Marly-Gomont